# Hadrionella ludia
Hadrionella ludia är en fjärilsart som beskrevs av Jordan 1925. Hadrionella ludia ingår i släktet Hadrionella och familjen bastardsvärmare. Inga underarter finns listade i Catalogue of Life.